# Estepona (Gerichtsbezirk)
Der Gerichtsbezirk Estepona ist einer der elf Gerichtsbezirke in der Provinz Málaga.
Der Bezirk umfasst 3 Gemeinden auf einer Fläche von 335,43 km² mit dem Hauptquartier in Estepona.

## Gemeinden
| Gemeinde                | Einwohner (2024) | Fläche km² | Dichte Einw./km² | Cod INE | Postleitzahl |
| ----------------------- | ---------------- | ---------- | ---------------- | ------- | ------------ |
| Casares                 | 8.486            | 162,35     | 52               | 29041   | 29690        |
| Estepona                | 78.413           | 137,50     | 570              | 29051   | 29680        |
| Manilva                 | 18.099           | 35,58      | 509              | 29068   | 29691        |
| Gerichtsbezirk Estepona | 104.998          | 335,43     | 313              | –       | –            |